# Teroare nocturnă (Star Trek: Generația următoare)
„Teroare nocturnă” (titlu original: „Night Terrors”) este al 17-lea episod din al patrulea sezon al serialului TV american științifico-fantastic Star Trek: Generația următoare  și al 91-lea episod în total. A avut premiera la 18 martie 1991.
Episodul a fost regizat de Les Landau după un scenariu de Pamela Douglas și Jeri Taylor bazat pe o poveste de Shari Goodhartz.

## Prezentare
Nava Enterprise este prinsă într-o ruptură spațială. Echipajul simte efectele privării de somn fără vise, iar Deanna are un coșmar recurent. 

## Actori ocazionali
- Rosalind Chao - Keiko O'Brien
- John Vickery - Andrus Hagan
- Duke Moosekian - Gillespie
- Craig Hurley - Peeples
- Brian Tochi - Peter Lin
- Lanei Chapman - Sariel Rager
- Colm Meaney - Miles O'Brien
- Whoopi Goldberg - Guinan
- Deborah Taylor - Chantal Zaheva